# Shōji

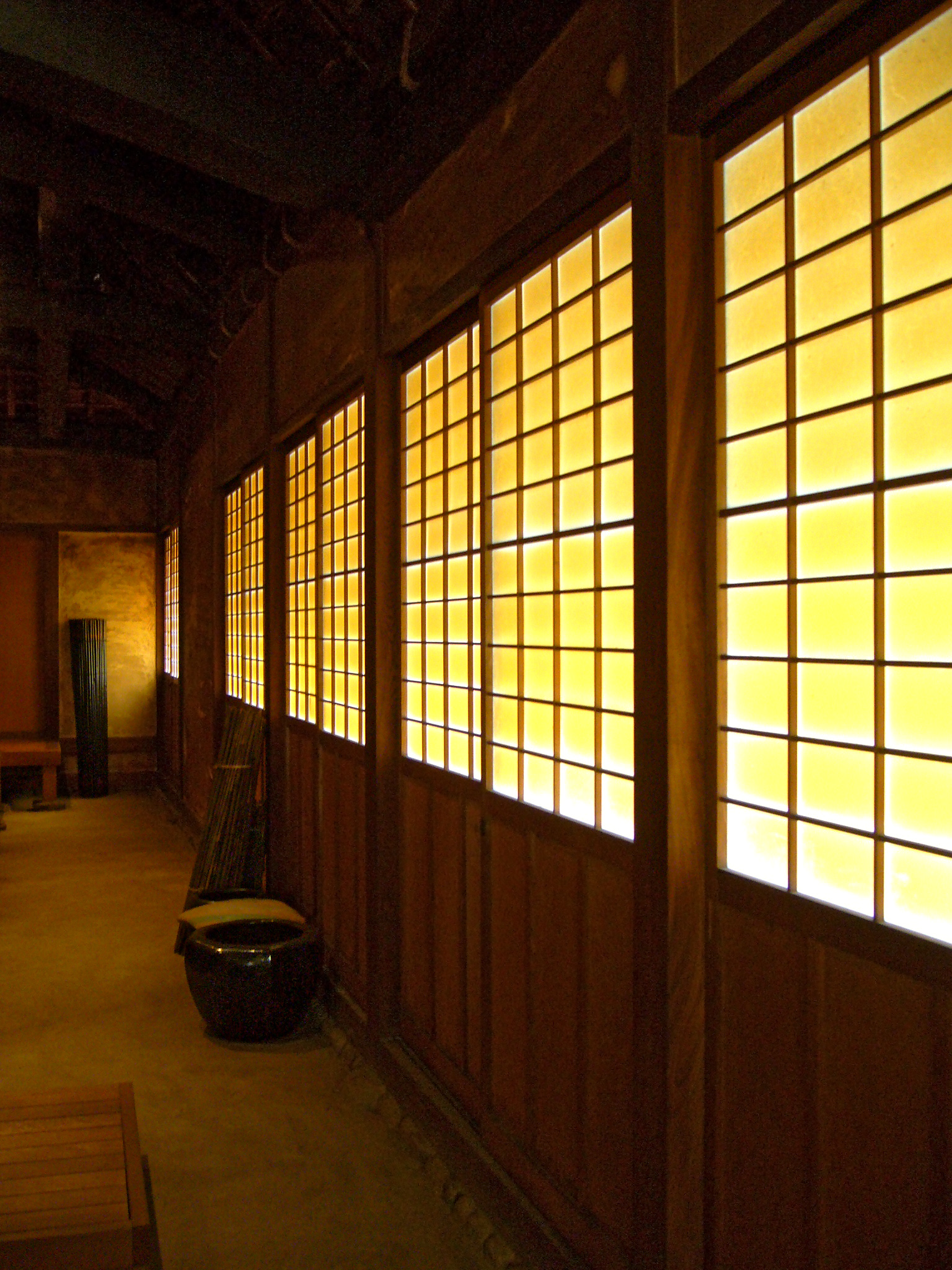
Paret de shōji

A l'arquitectura tradicional japonesa, un shōji (障子) és una paret o una porta constituïda de paper washi translúcid muntat sobre una trama de fusta. Els shōji són generalment emprats com a portes corredisses i estalvien un espai que seria necessari per a una porta amb frontissa. El shōji és emprat tant a les cases tradicionals com a les de tipus occidental, i particularment de washitsu, i són considerades ara al Japó com a necessaris per a «semblar japonès».